# Cijeler
Cijeler is een bestuurslaag in het regentschap Sumedang van de provincie West-Java, Indonesië. Cijeler telt 2925 inwoners (volkstelling 2010).